# Острая задержка мочи
О́страя заде́ржка мочи́ возникает внезапно, на фоне общего благополучия, либо может развиться на фоне частичной хронической задержки мочи.

## Определение
Под задержкой мочи понимают невозможность опорожнения переполненного мочевого пузыря. Задержку мочи следует отличать от анурии, при которой мочеиспусканий не происходит вследствие нарушения мочеотделения или обструкции почек, при которой мочевой пузырь не наполняется.

## Этиология
Острая задержка мочи может наступить внезапно после физического или психического напряжения, после приёма алкогольных напитков.

## Клиническая картина
Приступ острой задержки мочи сопровождается сильными болями над лобком, иррадиирующими в половой член.

## Лечение
Острая задержка мочи требует неотложной помощи, заключающейся в опорожнении мочевого пузыря и восстановления нарушенного оттока мочи. Опорожнение на догоспитальном этапе оказания медицинской помощи осуществляется путём катетеризации или надлобковой пункции мочевого пузыря, а в случае рефлекторной задержки мочи — при помощи медикаментозных средств.